# Orzast kolisty

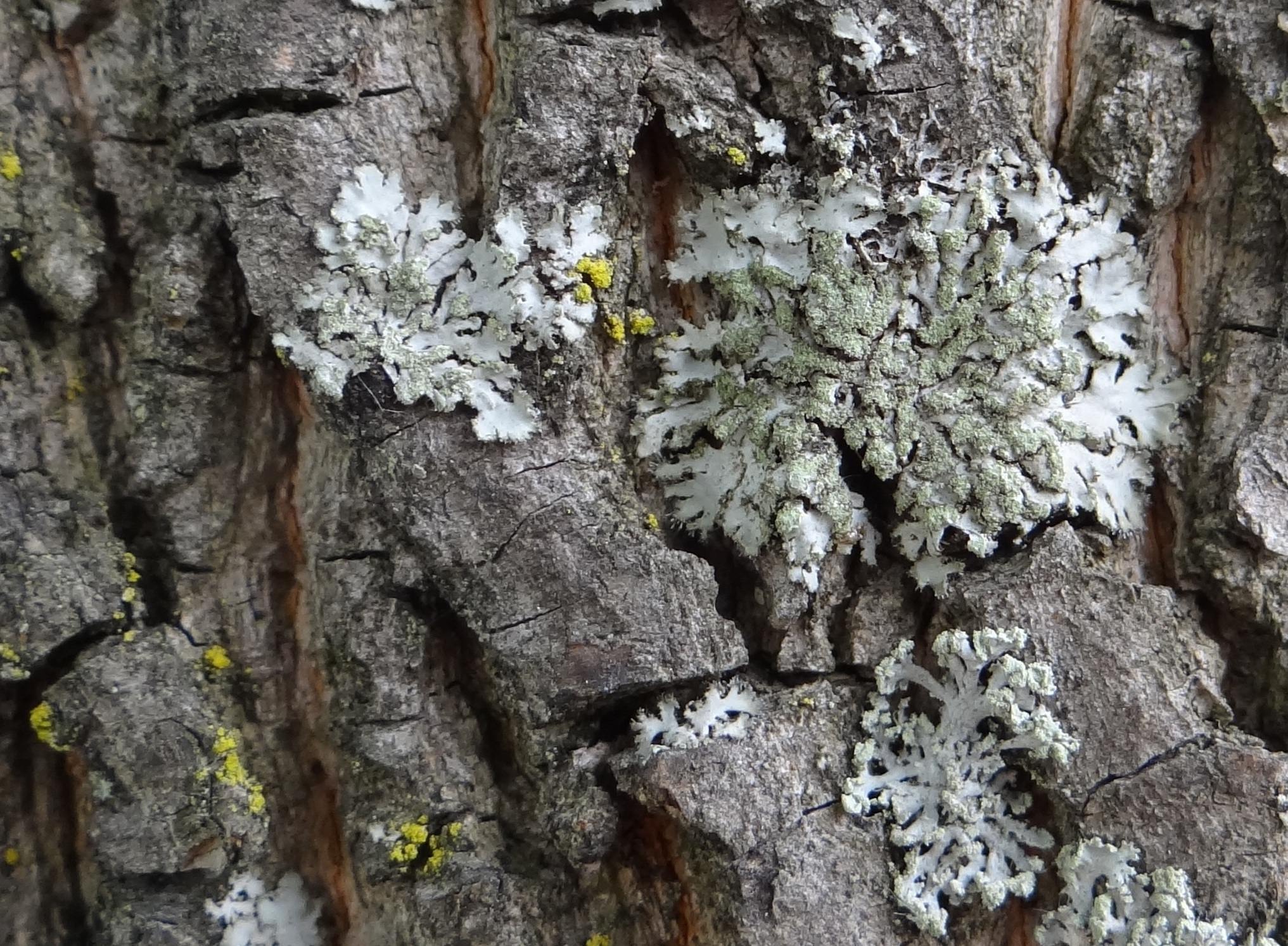
Typowa plecha orzastu kolistego na korze drzewa

Orzast kolisty, obrost kolisty (Phaeophyscia orbicularis (Neck.) Moberg – gatunek grzybów z rodziny obrostowatych (Physciaceae). Ze względu na współżycie z glonami zaliczany jest do porostów.  

## Systematyka i nazewnictwo
Pozycja w klasyfikacji według Index Fungorum: Phaeophyscia, Physciaceae, Caliciales, Lecanoromycetidae, Lecanoromycetes, Pezizomycotina, Ascomycota, Fungi.
Po raz pierwszy gatunek ten opisany został w 1771 r. przez N. M. J. Neckera jako Lichen orbicularis (porost kulisty). Do rodzaju Phaeoyscia przeniósł go w 1997 r. J. Roland Moberg i nazwa nadana przez tegoż autora jest według Index Fungorum prawidłowa. 
Synonimów nazwy naukowej jest około 50.
Nazwa polska według Krytycznej listy porostów i grzybów naporostowych Polski.

## Charakterystyka
Plecha listkowata, tworząca rozetki o średnicy 1–2(4) cm, lub nieregularna, przylegająca do podłoża. Składa się z wielu odcinków o szerokości 0,2–2 mm, które są pierzasto lub nieregularnie wcinane, płaskie, lub nieco wypukłe. Odcinki stykają się brzegami, zachodzą na siebie, lub są oddalone od siebie. Powierzchnia górna ma barwę jasnoszarą do ciemnoszarej, szarozielonawą, brunatnoszarą lub  oliwkowozieloną do czarnobrunatnej, czasami jest całkowicie czarna. Powierzchnia dolna jest czarnobrunatna lub czarna i występują na niej liczne, dość jasne lub ciemne chwytniki. Plecha zawiera glony protokokkoidalne. Reakcje barwne: wszystkie negatywne.
Na górnej powierzchni zawsze występują liczne soralia. Są okrągłe lub płatowate i mają barwę białozielonawą, żółtawą, szarą, czarnozieloną lub czarnobrunatną, czasami (rzadko) zdarzają się również o barwie pomarańczowej. Dość często występują także apotecja lekanorowe. Mają średnicę do 2 mm, brunatne lub czarne i nie przyprószone tarczki, oraz gładkie brzeżki. W jednym worku powstaje po 8 dwukomórkowych, brunatnych, grubościennych askospor o rozmiarach 15–28 × 6–13 μm. 
Metabolity wtórne: nie wykryto.

## Występowanie i siedlisko
Występuje na wszystkich kontynentach z wyjątkiem Antarktydy i Australii. W Polsce jest pospolity w całym kraju. Rośnie zarówno na podłożu skalnym (głównie wapienie, beton i zaprawa murarska), jak i na korze drzew (głównie liściastych, rzadziej iglastych), czasami również na drewnie.